# Argyra minuta
Argyra minuta är en tvåvingeart som beskrevs av Friedrich Hermann Loew 1861. Argyra minuta ingår i släktet Argyra och familjen styltflugor. Inga underarter finns listade i Catalogue of Life.